# 山本源吉
山本源吉，（1763年—1825年），又名山本源右衛門、清木元悅，法號道佐，因此也有山本道佐之稱，生於日本遠江國濱松，日本江戶時代圍棋棋士，棋力六段，為著名業餘碁豪，被稱作「濱松的源吉」。

## 生平
1771年九世本因坊察元名人上京途中在濱松住於神官森備前的宅邸，備前提及一位九歲的小孩很有圍棋才能，即為山本源吉；在介紹下，源吉與察元同行十八歲初段格的門生佐藤重次郎讓五子對局，源吉中盤勝；察元認為源吉天分極佳，為一塊璞玉，稍加琢磨即能成為國手等級，留在濱松太浪費，願意收之為徒，但源吉的父兄以年紀太小而反對。1779年察元再次寫信招呼源吉，此次源吉獲得父兄同意，於是前往江戶拜於察元門下，察元非常高興，直接授予二段證書。
1794年升上四段。1801年與服部因徹先相先對局二十一局，十一勝十敗。1803年與當時本因坊家跡目元丈（六段）讓先對局十局，六勝三敗一打掛，因此升為五段。同時與元丈門下四段的奧貫智策讓先相先七勝六敗，但其中源吉六連勝，所以將智策降級為讓先；智策視此降級為恥辱，而發憤圖強，升上五段，成為元丈門下最強門徒。
之後源吉回鄉，成為業餘碁士；1809年智策為復仇而特別前往濱松與之分先十一局，五勝五敗一和局。晚年改名清木元悅，之後剃髮、號道佐，在故鄉指導後進，名聲響亮，被稱作「濱松的源吉」，與關山仙太夫、四宮米藏等人為江戶時代後期著名的業餘碁士；另外晚年也有回坊門與丈和等人對弈的棋譜流傳。
1825年去世，享壽六十三歲，訃聞送達本因坊家後，本因坊元丈追贈六段，源吉之子為此舉辦追贈六段的盛會。源吉留有著作《方圓軌範》，內容為讓四子的布局介紹；而其門人收集其餘譜一百四十九局成書《濱之松風》。《坐隠談叢》評論為「雖為自己學棋的天才，下出一些不符常規的下法，但眾人仍畏懼其力量。」。

## 註解
1. ↑  非圍棋四大家所屬，亦非以御城碁等職業對局維生，日文稱之為在野，此處譯為業餘。
2. ↑  即後來有名的服部因淑，當時六段。
3. ↑  《對勢碁鏡》中記載此十一局，源吉姓名標為山本源右衛門[參⁠ 11][參⁠ 12]，但《坐隠談叢》則仍寫為山本源吉[參⁠ 2]。
4. ↑   註:

## 外部連結
- 日本圍棋故事